# Agressão sexual e de género nos ataques de 7 de outubro a Israel
Durante os ataques de 7 de outubro de 2023 do Hamas às comunidades israelenses, mulheres e garotas israelenses foram alegadamente estupradas, agredidas e mutiladas por militantes do Hamas. O Hamas foi acusado de cometer atos de violência baseada no gênero, crimes de guerra e crimes contra a humanidade, conforme o reconhecimento do Tribunal Penal Internacional (TPI) de que a violência sexual é um crime de guerra e um crime contra a humanidade.

## Contexto histórico

### Violência sexual em tempos de guerra
Violência sexual em tempos de guerra remonta aos tempos antigos. O estupro tem sido utilizado como uma ferramenta estratégica para instilar medo, desmoralizar comunidades e afirmar dominação. Somente no século XX que a comunidade internacional começou a reconhecer e a abordar o estupro durante tempos de guerra como um crime passível de acusação. A estudiosa legal feminista Catharine MacKinnon teve um papel fundamental ao enfatizar a grave violação da humanidade da mulher no estupro em tempos de guerra.

### Lei internacional
O Estatuto de Roma de 2002, que estabeleceu o Tribunal Penal Internacional (TPI), visa processar os crimes internacionais mais graves e eliminar a impunidade. Foi o primeiro instrumento de direito penal internacional que reconheceu o abuso sexual, incluindo o estupro, escravidão sexual, prostituição forçada e esterilização forçada, como crimes de guerra distintos. As Convenções de Genebra de 1949, um conjunto de tratados internacionais, contêm disposições voltadas para salvaguardar a dignidade humana durante os conflitos armados. A Convenção IV de Genebra, no seu artigo 27, segundo parágrafo, enfatiza protecção especial para mulheres, principalmente contra crimes como estupro, prostituição forçada e atentado ao pudor. Em conflitos armados não internacionais, o Protocolo Adicional II de 1977, no Artigo 4(2)(e), proíbe a "prostituição forçada" e "qualquer forma de ataque ao pudor" a qualquer momento e em qualquer lugar.

## Acontecimentos
Os ataques de 7 de outubro de 2023 do Hamas às comunidades israelenses, nos quais 1.200 pessoas foram mortas e 240 reféns foram sequestrados para a Faixa de Gaza, foram marcados pela abuso sexual. Os combatentes do Hamas infiltraram-se em cidades israelitas, onde alegadamente torturaram, abusaram e agrediram sexualmente mulheres e meninas de todas as idades. As baixas de 7 de outubro foram sem precedentes na história de Israel. Foi considerado o dia mais sangrento para os judeus desde o Holocausto. A maioria das vítimas foi civis mortos em suas casas ou em um festival de música ao ar livre, além de soldados estacionados em bases perto da fronteira. Pelo menos 240 pessoas, incluindo idosos, mulheres e crianças, foram raptadas para Gaza.

### Coleta de evidências
Após os ataques, a polícia israelense começou a recolher provas e depoimentos de testemunhas, bem como a interrogar combatentes capturados do Hamas. Trabalhando em colaboração com os militares e o Shin Bet (o serviço de segurança interna), a polícia lançou uma investigação abrangente sobre a violência sexual perpetrada pelo Hamas. Esta, apresentando desafios devido à dificuldade de recolha de provas físicas numa zona de guerra. As autoridades recuperaram provas de vídeo, fotografias dos corpos das vítimas e depoimentos dos próprios combatentes do Hamas, confirmando os relatos das testemunhas de agressão sexual. Sobreviventes, testemunhas, socorristas e militares forneceram relatos vívidos da violência sexual infligida por militantes do Hamas. Esses relatos incluem casos de estupro e mutilação. Os depoimentos das testemunhas constroem um quadro abrangente da escala e da brutalidade destes atos. Um funcionário de Lahav 433 disse ao Knesset (parlamento israelense) que foram recolhidos 1.500 testemunhos. Shelly Harush, a policial que lidera a investigação, contou ao Times em 2 de dezembro de 2023: "Está claro agora que os crimes sexuais faziam parte do planejamento e o objetivo era aterrorizar e humilhar as pessoas".
Segundo Tamar Herzig, professor da Universidade de Tel Aviv, os militantes foram ouvidos discutindo planos para estuprar garotas. Herzig disse que eles também foram vistos “desfilando as vítimas de estupro” com as roupas arrancadas e sangue entre as pernas. Ela disse que o testemunho foi obtido de sobreviventes que foram levados aos centros de emergência israelenses. Herzig disse que, ao longo das semanas seguintes, provas forenses recolhidas de corpos de garotas israelenses indicaram que haviam sido estupradas, por vezes de forma tão violenta que lhes quebraram as pernas e os ossos da pélvis. Os sobreviventes também testemunharam casos de estupro coletivos e de seios de mulheres jovens sendo decepados. Membros da equipe de resgate atestaram a mutilação genital de meninas mortas que foram encontradas nuas e cobertas de sangue e sêmen em seus próprios quartos.
Um capitão das FDI (Forças de Defesa de Israel) e membro da equipe médica forense disse ter encontrado vários corpos com indícios consistentes de abuso sexual. Ela disse: “Posso dizer que vi muitos sinais de abuso na [região genital] [...] Vimos pernas quebradas, pélvis quebradas, roupas íntimas ensanguentadas”. Ina Kubbe, uma pesquisadora especializada em gênero e conflito na Universidade de Tel Aviv, disse que estes sinais se alinham com a violência sexual. No entanto, ela enfatizou a necessidade de uma investigação forense para uma determinação oficial de estupro. Acadêmicos jurídicos e especialistas em direito internacional conduziram investigações coletando provas substanciais relativas a crimes contra a humanidade e crimes de guerra. Shari, outro reservista das FDI estacionado no necrotério de Shura, prestou testemunho semelhante com base em observações em primeira mão dos falecidos. Esta informação foi veiculada em um vídeo gravado, posteriormente verificado pela IDF.

### Estupros em Be'eri

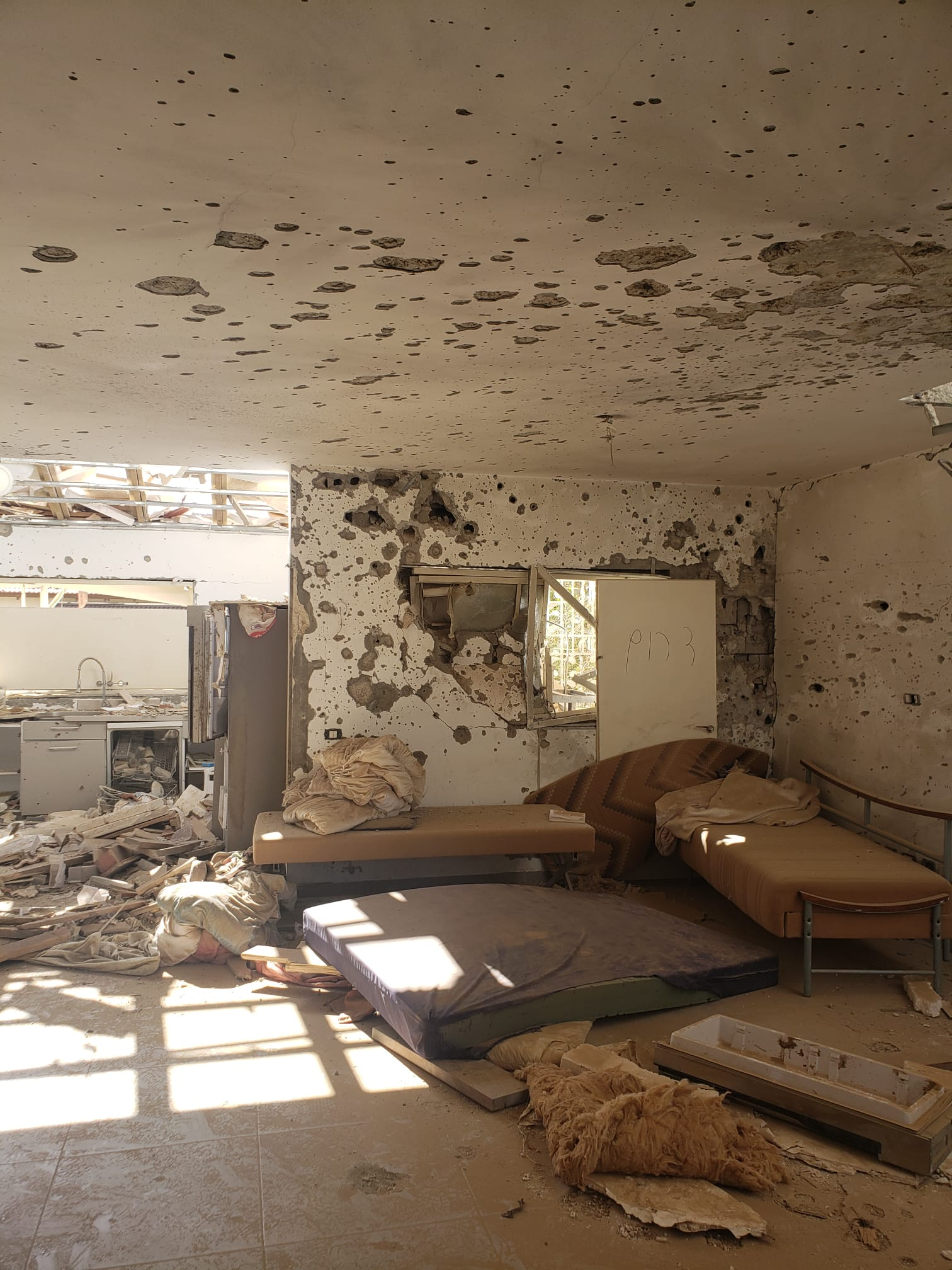
Be'eri após o ataque de 7 de Outubro

Um paramédico da Unidade de Resgate de Táticas Especiais 669 disse que esteve em muitos locais de acidentes antes, mas a violência em 7 de outubro foi além de tudo o que ele já tinha visto. No Kibutz Be'eri, ele foi de casa em casa procurando por qualquer pessoa ainda viva após a carnificina e encontrou os corpos de duas jovens adolescentes em um quarto. Ele afirmou que não tinha dúvidas de que uma das adolescentes foi estuprada, mas não sabia se ela havia morrido primeiro.

### Estupros no Festival Nova
Outra declaração foi obtida de uma mulher que testemunhou o ataque do Festival Nova diretamente de um esconderijo no 7 de outubro. Ela disse: "Eles curvaram alguém e eu entendi que ele a estava estuprando, e então ele a passou ela para outra pessoa. [...] Lembro-me de ver outra pessoa estuprando-a, e enquanto ele ainda estava dentro dela, ele atirou na cabeça dela." Uma sobrevivente contou a um comitê do Knesset o seu testemunho contando que viu meninas nuas, corpos fatiados e meninas violentadas cujas pélvis foram quebradas devido à força da agressão.
Outro sobrevivente contou ao The Times: "Eles pegaram uma jovem perto de um carro e ela estava reagindo, não permitindo que a despissem. Eles a jogaram no chão e um dos terroristas pegou uma pá e decapitou ela e sua cabeça rolou pelo chão. Eu também vi aquela cabeça".

## Respostas
Respostas internacionais aos ataques de 7 de outubro e à violência sexual perpetrada pelo Hamas tem sido variada, com algumas organizações e indivíduos negando abertamente ou recusando reconhecer as atrocidades.

### As Nações Unidas e grupos de direitos humanos
A Organização das Nações Unidas, particularmente o Comitê das ONU para a Eliminação da Discriminação Contra as Mulheres (CEDAW), enfrentaram críticas por não condenarem a violação em massa de mulheres israelenses, apesar de provas apresentadas e depoimentos de testemunhas. A falta de condenação imediata e de medidas urgentes para proteger as vítimas levantou preocupações sobre a eficácia dos organismos internacionais na abordagem de tais atrocidades. Israel condenou a ONU pela sua resposta inadequada. O grupo israelense de direitos humanos, Médicos pelos Direitos Humanos de Israel, apelou ao Tribunal Penal Internacional para tomar resposta. A primeira-dama israelense lamentou o “silêncio imperdoável” dos grupos de direitos humanos. A ONU Mulheres condenou brevemente o Hamas em uma postagem, mas apagou a postagem pouco depois. Oito semanas após o ataque, ONU Mulheres declararam: "Condenamos inequivocamente os ataques brutais do Hamas a Israel em 7 de outubro".
No dia 13 de outubro, a Entidade das Organizações das Nações Unidas para a Igualdade de Gênero e o Empoderamento das Mulheres (ONU-Mulheres) equiparou as brutalidades do Hamas à resposta militar de Israel. Da mesma forma, a CEDAW foi criticada pelo seu silêncio sobre a violência cometida pelo Hamas.[33] O movimento internacional #MeToo também permaneceu em silêncio.
Somente no dia 28 de novembro que o Secretário-Geral da ONU, António Guterres, afirmou existirem numerosos relatos de abuso sexual durante o ataque de 7 de outubro. Esses crimes, disse ele, devem ser vigorosamente investigados e processados. Uma comissão de inquérito da ONU que está investigando crimes de guerra concentrará especificamente nos casos de abuso sexual cometidos pelo Hamas. O Representante Permanente de Israel na ONU, Gilad Erdan, acusou a comissão de antissemitismo e afirmou que Israel não cooperará com ela.

### Universidades
Ativistas feministas como Samantha Pearson, diretora do Centro de Violência Sexual da Universidade de Alberta, fizeram pouco caso das acusações contra o Hamas e ainda questionaram a sua veracidade. A universidade demitiu a diretora do Centro de Violência Sexual por assinar uma carta questionando as denúncias de estupro. O Yale Daily News, após críticas, pediu desculpas por emitir notas dos editores que desafiavam as declarações sobre os estupros do Hamas.

### Estados Unidos da América
O presidente Joe Biden condenou o Hamas, afirmando que as ações do Hamas foram de "Puro mal de viés demoníaco". Num discurso no dia 10 de outubro, Biden disse: “Bebês mortos, famílias inteiras assassinadas, jovens massacrados, mulheres estupradas, violentadas, desfiladas como troféus”.

### Hamas
As agências de segurança israelenses divulgaram imagens de vídeo do interrogatório de sete combatentes do Hamas capturados após o ataque de 7 de outubro. Nos vídeos, os combatentes disseram receber ordens diretas para cometer atrocidades contra civis israelenses. Num vídeo, um dos prisioneiros disse que recebeu instruções explícitas para matar todas as pessoas que encontrasse, incluindo decapitar as vítimas e cortar-lhes as pernas. O plano, tal como descrito, envolvia deslocar-se de casa em casa, de divisão em divisão, atirar granadas e matar toda a gente, incluindo mulheres e crianças. Os combatentes alegaram que o Hamas ordenou que esmagassem as cabeças das vítimas, cortassem membros e cortassem as pernas. Eles também disseram que receberam ordens de estuprar cadáveres.
Autoridades do Hamas, incluindo Basem Naim, negaram o uso da violência sexual como arma de guerra, citando princípios islâmicos que proíbem qualquer relação sexual fora do casamento.

### Embaixadores estrangeiros
Os embaixadores de Malta, Espanha e Panamá em Israel condenaram as ações do Hamas num painel do Knesset no dia 27 de novembro de 2023. O embaixador do Canada no mesmo painel lamentou a resposta silenciosa às ações contra as mulheres israelenses.

### Crítica da resposta
Gaby Hinsliff, do The Guardian, criticou a resposta lenta da ONU e a descrença da Universidade de Alberta e da comunidade online, escrevendo que "quando histórias de combatentes do Estado Islâmico estuprando e escravizando mulheres yazidis começaram a surgir, ou quando histórias horríveis começaram a vazar das mulheres na Ucrânia ocupada no ano passado, não me lembro de muitos céticos exigindo ver provas em vídeo... Por que as pessoas que provavelmente condenariam um ator ou parlamentar acusado de abuso com base em pouco mais do que boatos aparentemente lutam para ter dúvidas sobre a conduta sexual de um terrorista, como se fazê-lo fosse de alguma forma uma traição à causa palestina?"
Zehava Galon escreveu que "denunciar o estupro sistemático não deveria ser um teste moral difícil, mas a organização das mulheres da ONU levou quase dois meses... para emitir uma condenação suave. Isto não é uma perda de rumo, é um acordo para aceitar o estupro e a tortura como meios legítimos de guerra. É um abandono das mulheres. Não apenas dos judeus. Psicopatas de todo o mundo estão observando o dia de hoje. Eles aparecerão, em outro lugar, para outras mulheres, por outros motivos."